# Cardamine innovans
Cardamine innovans är en korsblommig växtart som beskrevs av Otto Eugen Schulz. Cardamine innovans ingår i släktet bräsmor, och familjen korsblommiga växter. Inga underarter finns listade i Catalogue of Life.